# Zahnschnitt (Heraldik)
Der Zahnschnitt ist in der Heraldik eine Wappenschnitt zur Teilung oder Spaltung eines Wappens und gehört zu den Heroldsbildern. Diese Schnittform unterscheidet sich vom Spitzenschnitt durch die größere Anzahl von Spitzen, hier dann Zähne genannt, und ihrer kleineren (niedrigen) Form und dem Spitzenwinkel. 
Zwei verschiedene Zahnschnitte sind in der Wappenkunde verbreitet. Einmal bilden die Zähne einen Winkel von 45 Grad und ein anderes Mal können die Zähne nach einer Seite schräggestellt als Sägezahnschnitt ausgeführt sein. Beim Letzteren ist die Seitenlage (links oder rechts) in der Wappenbeschreibung anzugeben. Gelegentlich wird auch dem Zahnschnitt der Spitzenschnitt mit einer größeren Anzahl von Zähnen unter Missachtung des Spitzenwinkels zugeordnet.
Sind die Zähne an den Seiten eines Balkens oder Pfahls blasoniert man gezahnter Balken (Zahnbalken) oder gezahnter Pfahl (Zahnpfahl). Sinngemäß erfolgt die Wappenbeschreibung, wenn durch den Zahnschnitt eine Abgrenzung des Schildhauptes oder Schildfußes gemacht wird. Hier wird es zum gezahnten Schildhaupt oder gezahnten Schildfuß. Andere Heroldsbilder wie Flanke, Bord usw. reihen sich ein.

Sägezahnschnitt oder Sägezahnteilung
Zahnschnitt oder Zahnteilung